# Humberto Antonio Podetti
Humberto Antonio Podetti fue un jurista, juez y laboralista argentino que nació en Villa Mercedes, provincia de San Luis el 3 de octubre de 1928 y falleció en Buenos Aires, Argentina, el 11 de noviembre de 2000.

## Carrera profesional
Estudió en la Facultad de Derecho de la Universidad de Buenos Aires en que obtuvo el título de abogado en 1956 y el de Doctor en Derecho y Ciencias Sociales en 1969 con una tesis doctoral sobre la regulación judicial de la Seguridad Social que fue calificada como sobresaliente y recomendada al Premio Facultad.
Luego de graduarse ingresó en la justicia laboral, en la que fue ascendiendo en sucesivos cargos: Secretario de Juzgado y luego de Cámara, para pasar en 1961 a integrar el Poder Judicial de la Nación en el fuero laboral, en calidad de Juez de Primera Instancia, luego procurador general del Trabajo y juez de la Cámara Nacional de Apelaciones del Trabajo.

## Actividad docente y en instituciones privadas
Entre 1988 y 1990 se desempeñó en el Colegio Público de Abogados de la Capital Federal, como Vicepresidente y, desde 1990, como Presidente. Posteriormente integró su Tribunal de Disciplina, como Vocal, para finalmente seguir ligado a la Institución, como Miembro de la Asamblea de Delegados, función que cumplía a la fecha de su fallecimiento.
Integró la Academia del Plata, fue elegido Presidente de la Academia Científica Latinoamericana de la Seguridad Social, la Empresa y el Trabajo (1999) y en 2000, presidente de la Asociación Argentina de Derecho del Trabajo y de la Seguridad Social y vicepresidente de la Sociedad Internacional de Derecho del Trabajo y la Seguridad Social, para el período 2000-2003. 
Dictó Derecho Social en la Facultad de Filosofía y Letras de la Universidad de Buenos Aires y Política Social en la Universidad Católica Argentina (UCA). Al fallecer era profesor consulto de la Facultad de Derecho de la UBA, cuyo consejo directivo integraba.

## Obras y reconocimientos
Escribió libros sobre Recursos Judiciales en materia de Previsión Social, Política Social, Trabajo de Mujeres y Leyes de Previsión Social y de Procedimiento Laboral. También colaboró en obras colectivas sobre el Derecho de Trabajo, en prólogos de libros y en artículos de revistas especializadas.
Recibió el Premio Konex de 1988 en la categoría Jueces y anteriormente se había hecho acreedor al Premio Unsain. En su honor, la Sala de Conferencias del edificio central del Colegio Público de Abogados de la Capital Federal lleva el nombre del doctor Humberto A. Podetti.
Del Dr. Podetti se dijo que era “un jurista cabal, un maestro lúcido y generoso que ayudó a desentrañar los problemas del fuero laboral, un hombre de derecho reconocido por su intachable conducta en las esferas pública y privada… ejemplo de honestidad y sabiduría…juez que honró la magistratura”
De profunda convicción cristiana, militó en la Acción Católica, estaba casado desde 1961 y tuvo cuatro hijos, uno de los cuales había contraído matrimonio justamente el día de su fallecimiento, el 11 de noviembre de 2000.